# SSE Composite Index
De SSE Composite Index (vereenvoudigd chinees 上海证券交易所综合股价指数|上海证券交易所综合股价指) is een aandelenindex van alle aandelen die worden verhandeld op de Shanghai Stock Exchange.

## Samenstelling
De index omvat alle aandelen die op de beurs van Shanghai zijn genoteerd. Het gewicht van de aandelen in de index wordt bepaald aan de hand van de marktkapitalisatie. Alle aandelen op de beurs komen in aanmerking voor de index. Dat zijn de A-aandelen die alleen door Chinese beleggers kunnen worden verhandeld en B-aandelen waarin door buitenlanders gehandeld kan worden. De B-aandelen zijn in Amerikaanse dollars genoteerd en de A-aandelen in renminbi. De B-aandelen worden omgerekend in renminbi en dan in de indexberekening meegenomen.
Bij de samenstelling wordt geen rekening met de free float. De banken hebben een hoge beurswaarde en hebben daardoor een groot gezicht in de index, maar veel van de aandelen zijn in handen van de staat en daardoor niet vrij verhandelbaar.
In de index heeft de financiële sector het grootste gewicht van 30% per eind december 2020. Op de tweede plaats staat de industriële sector met 16% en op nummer staat staat de sector dagelijkse consumentengoederen met een aandeel van 13%. 
De index werd voor de eerste keer berekend op 19 december 1990 en heeft als beginwaarde 100. Vanaf 15 juli 1991 is de index in gebruik. 

### Koersverloop
Hieronder de koersontwikkeling van de index sinds 1990:
| Jaar | Eindstand in punten | Mutatie in % |
| ---- | ------------------- | ------------ |
| 1990 | 127,61              |              |
| 1995 | 555,28              |              |
| 2000 | 2073,48             | 51,73        |
| 2001 | 1645,97             | −20,62       |
| 2002 | 1357,65             | −17,52       |
| 2003 | 1497,04             | 10,27        |
| 2004 | 1266,50             | −15,40       |
| 2005 | 1161,05             | −8,33        |
| 2006 | 2675,47             | 130,43       |
| 2007 | 5261,56             | 96,66        |
| 2008 | 1820,81             | −65,39       |
| 2009 | 3277,14             | 79,98        |
| 2010 | 2808,08             | −14,31       |
| 2011 | 2199,42             | −21,68       |
| 2012 | 2269,13             | 3,17         |
| 2013 | 2115,98             | −6,75        |
| 2014 | 3234,68             | 52,87        |
| 2015 | 3539,18             | 9,41         |
| 2016 | 3103,64             | −12,31       |
| 2017 | 3307,17             | 6,56         |
| 2018 | 2493,90             | −24,59       |
| 2019 | 3050,12             | 22,30        |
| 2020 | 3473,07             | 13,87        |
| 2021 | 3639,78             | 4,80         |
| 2022 | 3089,26             | −15,13       |
| 2023 | 2974,93             | −3,70        |